# Водородная энергетика в России
Водородная энергетика в России

## История

### Двигатель внутреннего сгорания
В 1941 году техник-лейтенант войск противовоздушной обороны (ПВО) защищавших Ленинград во время Великой Отечественной войны Борис Шелищ предложил использовать "отработанный" водород из заградительных аэростатов войск ПВО в качестве топлива для двигателей автомобилей ГАЗ-АА ("полуторка"). Полуторки использовались в качестве транспортно-энергетической единицы поста противовоздушной обороны — лебёдка автомобиля, приводимая в движение от двигателя ГАЗ-АА позволяла осуществлять подъём-спуск аэростатов. Это предложение было внедрено в 1941-1944 годах в блокадном Ленинграде, было оборудовано 400 водородных постов ПВО. В условиях блокады и отсутствия бензина перевод автомобилей с бензина на водород позволил эффективно защитить город от прицельного бомбометания самолётами вражеской авиации.
В 1979 году творческим коллективом работников НАМИ (в составе Кузнецова В.М. (руководитель группы НАМИ), Раменского А.Ю. (аспирант НАМИ), Козлова Ю.А. (механик), под научным руководством Шатрова Е.В.) был разработан и испытан опытный образец микроавтобуса РАФ, работающий на водороде и бензине.
В 1982 году Совет Московского автомеханического института (МАМИ) рассмотрел диссертацию Раменского А.Ю. (научный руководитель Шатров Е.В.) на соискание ученой степени кандидата технических наук по теме "Исследование рабочих процессов автомобильного двигателя на бензино-водородных топливных композициях". В России это по-видимому первая диссертация, в которой подробно изучались вопросы теории рабочих процессов ДВС, работающего на водороде.
В 2006 году Национальной ассоциацией водородной энергетики на Международном форуме по проблеме развития водородных технологий для производства энергии, проведенном в Москве 6-10 февраля 2006 года, был представлен автомобиль Газель с двигателем внутреннего сгорания, работающий на бензоводородных топливных композициях. На холостом ходу и малых нагрузках, свойственных движению автомобиля в городских условиях, работа ДВС осуществляется на водороде, по мере увеличения нагрузки осуществляется подача бензина. При этом подача водорода уменьшается. На режиме максимальной мощности ДВС работает только на бензине. Такая организация подачи топлива, позволяет максимально реализовать преимущества водорода и бензина. Автомобиль разработан при участии организаций-членов НАВЭ ( МЭИ(ТУ), ЗАО Автокомбинат 41 (Москва), ООО "Аудит-Премьер.
НП НАВЭ с 20 по 25 августа 2006 года был проведён автопробег бензоводородных автомобилей по маршруту Москва – Н.Новгород – Казань- Нижнекамск – Чебоксары – Москва. По окончании автопробега была проведена в Государственной Думе пресс-конференция, на которой обсуждалась роль технического регулировании в развитии водородной экономики в нашей стране, необходимость гармонизации нормативно-технической базы в области водородных технологий с зарубежными странами, включая США, ЕС, Японию, Китай, Индию и др.
В 2007 году Национальная ассоциация водородной энергетики (Россия) на XI Петербургском международном экономическом форуме представила первый отечественный водородный автомобиль, оснащенный двигателем внутреннего сгорания и комбинированной энергоустановкой. Работа была выполнена в тесном сотрудничестве с ОАО "АВЭКС", Московским энергетическим институтом МЭИ (ТУ) и ЗАО Автокомбинат №41. 
Полезная нагрузка автомобиля 2000 кг. Мощность электропривода 65-70 квт, мощность ДВС 10 квт. Запас хода автомобиля 200 км, в том числе на аккумуляторной батарее без дозарядки ДВС-генератором 70 км.

### Водородные топливные элементы
В СССР первые публикации о топливных элементах появились в 1941 году.
Первые исследования начались в 60-х годах. РКК «Энергия» (с 1966 года) разрабатывала PAFC элементы для советской лунной программы. С 1987 года по 2005 год «Энергия» произвела около 100 топливных элементов, которые наработали суммарно около 80 тыс. часов.
Во время работ над программой «Буран», исследовались щелочные AFC элементы. На «Буране» были установлены 10 кВт. топливные элементы.
В 70-80 годы «Квант» совместно с рижским автобусным заводом «РАФ» разрабатывали щелочные элементы для автобусов. Прототип автобуса на топливных элементах был изготовлен в 1982 году.
В 1989 году «Институт высокотемпературной электрохимии» (Екатеринбург) произвёл первую SOFC установку мощностью 1 кВт.
В 1999 году АвтоВАЗ начал работы с топливными элементами. К 2003 году на базе автомобиля ВАЗ-2131 было создано несколько опытных экземпляров. В моторном отсеке автомобиля располагались батареи топливных элементов, а баки со сжатым водородом в багажном отделении, то есть была применена классическая схема расположения силового агрегата и топливных баков-баллонов. Разработками водородного автомобиля руководил к.т.н. Мирзоев Г. К.
В 2021 г. правительство РФ утвердило "Концепцию по развитию производства и использования электрического автомобильного транспорта в Российской Федерации на период до 2030 года" К 2030 г.  запланировано строительство 1000 зарядных станций для автомобильного транспорта с электрическим питанием от водородных топливных элементов.

### Авиация
В начале 1980-х годов в конструкторском бюро Н. Кузнецова (Самара) были разработаны авиационные двигатели, предназначенные для пассажирских самолётов Туполева. Эти двигатели, работающие на водороде, прошли стендовые и лётные испытания. К сожалению, известные события в России в конце 1980-х — начале 1990-х годов, не позволили довести работы по водородным авиадвигателям Кузнецова до широкого их применения в транспортной и пассажирской авиации. К настоящему времени сохранились несколько законсервированных работоспособных авиационных двигателей Кузнецова на складах КБ в Самаре.
Также, в конце 1980-х — начале 90-х проходил испытания авиационный реактивный двигатель на жидком водороде, установленный на самолёте Ту-154.
В конце 1980-х годов Владимиром Львовичем Фрайштадтом из Научно-исследовательского предприятия гиперзвуковых систем (НИПГС) была предложена концепция гиперзвукового аппарата; водород производится на борту самолёта из углеводородов.

### Железнодорожный транспорт
В соответствии с правительственной дорожной картой по развитию водородной энергетики в России до 2024 года запланировано создание в стране опытного образца железнодорожного транспорта на водороде. Само соглашение о разработке и эксплуатации поездов на водородных топливных элементах было подписано в начале сентября 2019 года на Восточном экономическом форуме между Сахалином, «РЖД», «Росатомом» и «Трансмашхолдингом» (ТМХ). До середины 2021 года Минэнерго России должно подготовить консолидированное предложение по формированию кластеров для апробации и комплексного внедрения технологий водородной энергетики. Формируемый в министерстве для аппарата правительства документ, между тем, имеет непосредственное отношение к сахалинскому «водородному» проекту и, скорее всего, рассматриваться уже будет наряду с готовящимся к внесению проектом концепции развития водородной энергетики в России.
Ключевым аргументом в пользу природного газа при производстве водорода пока является низкая себестоимость его конверсии – в пределах $1,5–3 за 1 кг. При более дорогой технологии электролиза воды себестоимость резко возрастает в 2,5–3 раза. Именно вопрос рентабельности водородного топлива в сравнении с традиционным оказывается в числе решающих для технологов ТМХ. Дело в том, что существующая модель водородного поезда удорожает его жизненный цикл более чем в 2 раза. Но при использовании технологии, основанной на получении из природного газа, вполне возможно добиться снижения стоимости водорода в 3–4 раза.

### Газотранспортная система
При потенциальном использовании газотранспортных сетей в экспорте водорода в Европу конкуренцию «Газпрому» и «Новатэку» (доля совокупного газового импорта которых в ЕС в 2019 году составила 47,5%) составят наиболее перспективные с позиции водородной генерации регионы Евросоюза — это прежде всего страны Скандинавии, акватории Северного и Балтийского морей, а также Южная Европа.
Ключевой специализацией Европейского Севера являются гидроэнергетические технологии выработки водорода (скандинавские страны) либо за счёт ветровой энергии (акватерриториальные комплексы ВИЭ). Европейский Юг (страны Средиземноморья) богат солнечной энергией — здесь стоит обратить внимание на подписанное в июне 2020 года марокко-германское соглашение о строительстве первого в Марокко завода по производству «зелёного» водорода. Проект, реализуемый в рамках действующего с 2012 года совместного энергетического партнерства (PAREMA), направлен на развитие индустриальных решений по преобразованию солнечной энергии на основе технологии Power-to-X.
Но даже с учётом экономической привлекательности до сих пор нерешённым остаётся вопрос с локализацией производства и транспортировкой водорода. В качестве вероятных вариантов действий российских газоэкспортирующих компаний на европейском водородном рынке приводится возможность использования действующей газотранспортной системы.
Оценочно, технические возможности позволяют довести уровень содержания водорода в метано-водородной смеси (МВС) до 20 %, с последующей её доставкой по газотранспортной инфраструктуре. Причём предлагается даже перевести нитку газопровода «Северный поток» и возводимый «Северный поток — 2» полностью под экспорт водорода либо с доведением концентрации водорода в МВС до 70 %.
Пока же «Газпром» скорее исходит из нежелательности подобного варианта, указывая на риски несоблюдения долгосрочных контрактных обязательств как по поставкам газа, так и в отношении качества экспортируемого сырья. Кроме того, совершенно неясно: на кого в таком случае будет возложено бремя допинвестиций на адаптивную модернизацию газотранспортной инфраструктуры к пропуску МВС?
По мнению эксперта-регионоведа Рината Резванова, потенциальным решением проблемы может стать производство водорода на стороне потребителя, в пределах действующих газокомпрессорных станций. Соответственно, мощности водородогенерирующих мощностей вблизи станций будут варьироваться в зависимости от параметров существующего/прогнозируемого локального спроса. Это позволит, с одной стороны, обеспечить необходимый объем производства водорода как в самой России, так и в европейских регионах, согласно заявленной его востребованности, а с другой – сохранить специализацию газотранспортной системы без инициации спецпрограмм по ее модернизации либо вообще строительства дополнительных ниток.

## XXI век
В 2003 году в России создана Национальная ассоциация водородной энергетики (НП НАВЭ); в 2004 году президентом ассоциации избран П. Б. Шелищ, сын легендарного "водородного лейтенанта".
В 2003 году компания «Норильский никель» и Российская академия наук подписали соглашение о ведении научно-исследовательских работ в сфере водородной энергетики. «Норильский никель» вложил в исследования 40 млн долларов.
В 2005 году «Норильский никель» основал инновационную компанию "Новые энергетические проекты", задачей которой является разработка и внедрение топливных элементов. 

В 2006 году «Норильский никель» приобрел контрольный пакет американской инновационной компании Plug Power, являющейся одним из лидеров в сфере разработок, связанных с водородной энергетикой.
Глава «Норильского никеля» Михаил Прохоров заявил в феврале 2007 года, что компания вложила в разработку водородных установок $70 млн и уже есть «не просто лабораторные, а действующие образцы», на внедрение которых уйдёт несколько лет. Начало промышленной реализации «водородного проекта», по его словам, намечено на 2008 год.. 

В 2008 году «Норильский никель» перестал финансировать проект в области водородных технологий и топливных элементов, обанкротил свою дочернюю компанию ООО «НИК НЭП», занимающуюся управлением НИОКР. 29 сентября 2009 года Арбитражный суд Ростовской области признал компанию ООО "НИК НЭП" банкротом (дело N А53-19149/09). В ходе проведения ликвидационных мероприятий ликвидатором установлено,что должник не может осуществлять устойчивую финансово-хозяйственную деятельность, сумма кредиторской задолженности должника на дату подачи заявления в арбитражный суд Ростовской области составила 206 121 777 рублей. При этом сам учредитель ОАО ГМК "Норильский никель" в течение всего времени не принимал меры по погашению задолженности перед трудовым коллективом предприятия, а также перед организациями, проводившими НИОКР в области новых энергетических проектов.
В результате банкротства подрядчики не получили средства за выполненные и принятые работы в объеме почти 200 млн руб., непогашенная задолженность по зарплате ООО «НИК НЭП» перед сотрудниками составила почти 20 млн руб.
В 2020 году правительство России утвердило план мероприятий по развитию водородной энергетики до 2024 года.
Росатом изучает возможность реализации проектов в сфере водорода в России и за рубежом; одна из идей - организация «западного» и «восточного» водородных кластеров, которые будут обеспечивать водородом внутренний рынок и экспортный - в Азии и Европе.
В апреле 2021 стало известно о российской Концепции развития водородной энергетики до 2024 года, где говорится, что страна хочет поставлять на мировой рынок от 7,9 до 33,4 млн тонн экологически чистых видов водорода, зарабатывая на экспорте водорода от 23,6 до 100,2 миллиарда долларов в год, и нацелена занять к 2030 году 20 % этого рынка (самого рынка водородных энергоносителей, однако, пока нет). Пока в России нет промышленных проектов по производству «зеленого» водорода, но для их появления в правительстве обсуждаются специальные меры господдержки.
В качестве пилотной площадки для производства водорода в России выбрана Кольская АЭС, так как на станции есть избыток вырабатываемой энергии по низкой себестоимости. «Росэнергоатом» планирует в 2023 году начать производство водорода на этой АЭС.
«Водородный кластер» планируется создать на Сахалине, где запущен проект по достижению углеродной нейтральности к 2025 году и торговле углеродными единицами. Сахалинские власти, «Русатом Оверсиз»  (структура «Росатома», продвигающая российские атомные технологии за рубежом) и французская Air Liquide (производитель промышленных газов) подписали меморандум о взаимопонимании в сфере производства и распространения низкоуглеродного топлива. Водородный проект на Сахалине ориентирован на страны АТР, которые готовы приобретать «голубой» и «желтый» водород (произведенный из природного газа и при помощи атомной энергии, он в несколько раз дешевле «зеленого» - от 2 долларов за килограмм, против 10 долл.).; предполагается, что к 2030 г. «Росатом» сможет обеспечить до 40 % потребностей Японии.

## Техническое регулирование
В 2007 году Инженерно-технический центр «Водородные технологии» (ООО «ИТЦ „ВТ“») опубликовал в журнале Федерального агентства по техническому регулированию и метрологии «Вестник технического регулирования» уведомление о начале публичного обсуждения проекта федерального закона «Технический регламент по безопасности устройств и систем, предназначенных для производства, хранения, транспортировки и использования водорода». Процедура внесения проекта технического регламента в Государственную Думу Российской Федерации, установленная федеральным законом «О техническом регулировании», предусматривает публикацию уведомления о разработке проекта технического регламента в печатном издании федерального органа исполнительной власти по техническому регулированию и публичное его обсуждение. Разработка проекта осуществлялась в тесном сотрудничестве с НП НАВЭ, ООО Национальной инновационной компанией «Новые энергетические проекты», ГМК «Норильский никель» и профильными комитетами Госдумы. Головным разработчиком выступил «ИТЦ „ВТ“», который в установленном законодательством порядке организовал публичное его обсуждение, произвел сбор и обработку высказанных в ходе обсуждения замечаний и предложений. Уведомление о разработке проекта опубликовано журнале «Вестник технического регулирования», №9 (46), 2007. Обсуждение проекта технического регламента осуществлялось в установленном порядке в течение 2 месяцев. Уведомление о завершении публичного обсуждения проекта опубликовано в журнале «Вестник технического регулирования», №11(48), 2007. После предусмотренного федеральным законом «О техническом регулировании» публичного обсуждения проекта в ноябре 2007 года он был внесен в Государственную Думу председателями двух думских комитетов, в сфере ведения которых находились промышленность и энергетика, М.Л. Шаккумом, В.А.Язевым и депутатом Государственной Думы 4 созыва П.Б. Шелищем. Проекту федерального закона был присвоен №496165-4..
В 2008 году Федеральным агентством по техническому регулированию и метрологии приказом от 5 марта 2008 года №542 в целях развития национальной системы стандартизации, повышения её эффективности на государственном и межгосударственном уровне создан Технический комитет по стандартизации № 29 "Водородные технологии". ТК №29 объединяет на добровольной основе организации а также физические лица заинтересованные в развитии национальной и международной стандартизации в области водородных технологий и топливных элементов. Секретариат ТК №29 функционирует на базе «ИТЦ „ВТ“». Председателем ТК №29 утвержден П.Б. Шелищ, ответственным секретарем А.Ю. Раменский..
В 2009 году Инженерно-технический центр «Водородные технологии» (ООО «ИТЦ „ВТ“») опубликовал в журнале Федерального агентства по техническому регулированию и метрологии «Вестник технического регулирования» (13/01/2009) уведомление о начале публичного обсуждения проекта федерального закона «Технический регламент по безопасности энергетических установок на топливных элементах». Разработка проекта осуществлялась в тесном сотрудничестве с НП НАВЭ, ООО Национальной инновационной компанией «Новые энергетические проекты», ГМК «Норильский никель» и профильным комитетом Государственной Думы.
В 2010 году Технический комитет по стандартизации "Водородные технологии" (ТК 29) внедрил первую серию национальных стандартов, связанных с водородными технологиями, вступившими в действие с 01.07.2011 г. (разработчик НП НАВЭ):
- ГОСТ Р 54110-2010 "Водородные генераторы на основе технологий переработки топлива. Часть 1. Безопасность" (утв. Приказом Росстандарта от 21 декабря 2010 г. № 804-СТ)
- ГОСТ Р 54111.1-2010 "Дорожные транспортные средства на топливных элементах. Требования безопасности. Часть 1. Функциональная безопасность транспортного средства" (утв. Приказом Росстандарта от 21 декабря 2010 г. № 805-СТ)
- ГОСТ Р 54111.2-2010 "Дорожные транспортные средства на топливных элементах. Требования безопасности. Часть 2.Защита от опасностей при работе транспортных средств на сжатом водороде" (утв. Приказом Росстандарта от 21 декабря 2010 г. № 806-СТ)
- ГОСТ Р 54113-2010 "Соединительные устройства для многократной заправки сжатым водородом наземных транспортных средств " (утв. Приказом Росстандарта от 21 декабря 2010 г. № 807-СТ)
- ГОСТ Р 54114-2010 "Передвижные устройства и системы для хранения водорода на основе гидридов металлов " (утв. Приказом Росстандарта от 21 декабря 2010 г. № 808-СТ).